# Vanja Lakatoš
Vanja Lakatoš (Kikinda, 23. novembar 1992) srpski je vokalni solista vojvođanske tamburaške muzike, pop-folk pevač koji je veliku popularnost stekao hitovima Ne verujem ljudima, Znaš da volim Te, Zakleli se, Tornado, Ljubav za ljubav i drugim. Njegov duet sa Aleksandrom Bursać u pesmi Znaš da volim te Stevana Simeunovića i Saška Nikolića naišao je pozitivne kritike i veliku slušanost kod publike u Srbiji i širom Evrope.

## Biografija
Vanja Lakatoš je rođen 23. novembra 1992. godine u Kikindi, od oca Miloša i majke Helene. Ima mlađeg brata Nevena. U srednjoj ekonomskoj školi se isticao kao odličan i uzoran đak, ali i pokazivao veliko interesovanje u ekipnom sportu, rukometnom klubu Kikinda, te sa njima putovao Srbijom i dobijao značajna priznanja narednih sedam godina.
Rano detinjstvo proveo je u Nemačkoj, tačnije u Berlinu do 1999. godine. Na Visokoj školi strukovnih studija za obrazovanje vaspitača u Kikindi stekao je zvanje strukovnog vaspitača dece predškolskog uzrasta. Iako je njegov život bio u znaku pedagogije i rada sa decom, Vanja se okrenuo pevanju. Usledila su profesionalna pojavljivanja na gradskim manifestacijama, značajnim koncertima, događajima, gostovanja na nacionalnim, pokrajinskim i kablovskim televizijama. Ljubav prema tamburaškoj muzici severne Srbije stekao je učeći od svog dede, koji je takođe bio jedan od priznatih vojvođanskih tamburaša.
Godine 2014. postao je solista Radio televizije Pink putem aktuelnog projekta Pinkove zvezde, kada je dobio pozitivne komentare predstavljajući sopstvenu repertoarnu svestranost u muzici. Tih godina je Vanja održao turneju Evropom, na kojoj je predstavljao svoje pesme u Austriji, Nemačkoj, Holandiji, Belgiji, Francuskoj, Italiji, zemljama nekadašnje Jugoslavije... Učestvovao je i u muzičkom takmičenju Zvezde Granda, a kasnije bio specijalni gost na solističkom koncertu Šabana Šaulića u Beogradskoj areni 2018. godine. Održao je niz nastupa u okviru humanitarnih događaja i koncerata. Iste godine objavio je duetsku pesmu sa Katarinom Živković pod nazivom Zakleli se Milana Miletića i Saška Nikolića, kojom takođe postiže uspeh. Odlukom stručnog žirija, priznatih producenata i predstavnika medija u dijaspori, dobio je Bečki oskar popularnosti za Hit godine Tornado. Početkom 2020. godine objavio je pesmu i spot Ljubav za ljubav kojom takođe nailazi na fantastične reakcije publike i domaćih televizijskih i elektronskih medija.

## Diskografija

### Singlovi
- Htela si (2014)
- Znaš da te volim (2017) duet sa Aleksandrom Bursać
- Ne verujem ljudima (2018)
- Zakleli se (2018) duet sa Katarinom Živković
- Tornado (2019)
- Ljubav za ljubav (2020)
- Kazna (2020) duet sa bugarskom pevačicom Roksanom
- Ti i ja (2021)
- Zelene oči (2022) obrada pesme iz 2014-e Zorana i Kikija sa Peca bendom
- Dilema (2022)
- Tvoju ljubav biram (2023) Sabor narodne muzike Srbije
- Nek ti drugi robuje (2023) sa Empire bendom
- Amin (2023)
- Antonio Banderas (2024)
- Ružan san (2024) duet sa Tatianom